# До Мыой
До Mыой (вьет. Đỗ Mười [ɗǒˀ mɨ̂əj]; 2 февраля 1917 года, Тханьчи, Французский Индокитай — 1 октября 2018, Ханой, Вьетнам), настоящее имя Нгуен Зуи Конг (вьет. Nguyễn Duy Cống) — государственный и политический деятель Вьетнама, генеральный секретарь Коммунистической партии Вьетнама с 1991 по 1997 годы, премьер-министр Вьетнама с 1988 по 1991 годы.

## Биография
Родился 2 февраля 1917 в пригороде Ханоя. В юношеском возрасте присоединился к национально-освободительному движению, вступил в Коммунистическую партию Индокитая в 1939 году, но был арестован французскими властями в 1941 или 1942 году и был приговорён к 10 годам исправительных работ в тюрьме Хоало. В 1945 году До Мыой бежал из тюрьмы и вступил в ряды Вьетминь — военно-политическая организации, созданной Хо Ши Мином для борьбы за независимость Вьетнама от Франции и Японии.
Во время первой вьетнамской войны До Мыой служил в качестве политкомиссара партии, получил звание бригадного генерала, в конце войны командовал войсками Вьетминя в сражении при Хайфоне. С мая 1955 по декабрь 1956 года занимал пост председателя Народного Военно-Административного комитета Хайфона. В декабре 1956 года назначен заместителем министра, в апреле 1958 года — министром внутренней торговли и занимал этот пост до февраля 1961 года, после чего ушёл в отставку по состоянию здоровья. На 3-м съезде КПВ в 1960 году избран членом её Центрального Комитета. В ноябре 1967 года До Мыой назначен председателем Экономического совета (позднее переименованного в Государственную комиссию по ценообразованию), а в 1969 году переведён на работу в сфере строительства. По некоторым данным, отвечал за связь с советскими специалистами при сооружении мавзолея Хо Ши Мина. В декабре 1969 года До Мыой был назначен заместителем премьер-министра и министром строительства в правительстве Фам Ван Донга.
На 4-м съезде КПВ в 1976 году До Мыой избран кандидатом в члены политбюро ЦК КПВ. В 1977 году назначен заместителем председателя Комитета по реорганизации промышленности и торговли — специального органа, предназначенного для проведения социалистических преобразований в Южном Вьетнаме, прежде всего национализации и коллективизации (так называемый «план X2»). Председателем Комитета был Нгуен Ван Линь (впоследствии — генеральный секретарь ЦК КПВ), но в феврале 1978 года он был освобождён от должности, и Комитет возглавил До Мыой. 31 марта 1978 года До Мыой по поручению премьер-министра Фам Ван Донга подписал указ о запрете частной собственности во Вьетнаме. Под руководством До Мыоя было сформировано более 60 тысяч специальных отрядов молодёжи, которые осуществляли по всему Вьетнаму мероприятия по закрытию частного бизнеса.
На 5-м съезде КПВ в 1982 году До Мыой был избран членом политбюро ЦК КПВ. В 1984 году высказал точку зрения, что экономическая система страны должна быть реформирована, и предложил проект реформы ценообразования и системы оплаты труда, а также отмену субсидий на государственным предприятиям. При этом До Мыой в целом оставался на позициях превосходства плановой экономики над рыночной.
После смерти генерального секретаря ЦК КПВ Ле Зуана в июле 1986 года и кратковременного руководства Чыонг Тиня, к руководству КПВ на 6-м съезде пришёл Нгуен Ван Линь, который инициировал программу экономических реформ «Дой Мой» («обновления»), ориентированную на построение социалистически ориентированной рыночной экономики. После смерти премьер-министра Вьетнама Фам Хунга 10 марта 1988 года встал вопрос о замещении должности премьер-министра. В течение марта-июня 1988 года исполняющим обязанности премьера был Во Ван Кьет, и в руководстве КПВ были сторонники данной кандидатуры на пост премьера. Но на кандидатуре До Мыоя настоял генеральный секретарь КПВ Нгуен Ван Линь, и 22 июня Национальная ассамблея Вьетнама избрала До Мыоя премьер-министром, хотя при этом 36 % голосов было подано за кандидатуру Во Ван Кьета.

## Премьер-министр
В должности премьера До Мыой продолжил осуществление экономических реформ, что принесло определённые результаты. Была решена продовольственная проблема, Вьетнам из импортёра продовольствия превратился в третьего в мире экспортёра риса (1,5 млн т. в 1989 году), начал удовлетворяться спрос населения на товары повседневного спроса, удалось снизить инфляцию с 700 % в 1986 году до 67 % в 1990 году.
В начале 1989 года был проведён ряд мероприятий по реформированию сферы финансов и торговли с целью резкого ограничения массы денежных и кредитных средств в хозяйственном обороте. Государственные производственные и торговые предприятия были сняты с дотаций из бюджета, отменялось распределение товаров по карточкам. В банках Вьетнама был увеличен процент на вклады предприятий и частных лиц, возросли ставки кредита, которые превысили уровень инфляции, что способствовало притоку денежных средств в банки. Была разрешена свободная купля-продажа золота внутри Вьетнама, что имело большое значение для вьетнамского общества, где и в конце XX века дома и другая недвижимость оценивалась в золотых слитках. Была в основном ликвидирована двухуровневая система цен (свободные рыночные цены и цены, утверждаемые государством). В компетенции государства было оставлено ценообразование очень ограниченного круга товаров первой необходимости и материально-технических ресурсов (электроэнергия, нефтепродукты и т. п.). Все остальные цены, как и обменный курс донга на свободно конвертируемую валюту, стали определяться рынком. Перевод экономики на рыночные рельсы сопровождался трансформацией отношений форм собственности. Была легализована частная торговля, как розничная, так и оптовая, возродилась частная мелкая и кустарная промышленности, частный капитал был допущен и в банковско-кредитную систему, приняв вместе с государством участие в
образовании акционерных банков. К 1991 году численность мелких собственников во Вьетнаме составляла уже 13-15 % трудоспособного населения (1,8 млн человек),
стала возрождаться национальная буржуазия.
Определённые результаты принёс и Закон об иностранных инвестициях, принятый ещё в декабре 1987 года. В первый год после его принятия правительство Вьетнама дало согласие на 37 инвестиционных проектов на сумму $366 млн, а за первые пять лет после принятия этого закона иностранные инвесторы вложили во вьетнамскую экономику $5 млрд, преимущественно это были бизнесмены из Тайваня, Японии, Сингапура.

## Генеральный секретарь ЦК КПВ
В июне 1991 года состоялся 7 съезд КПВ, где произошла смена руководства партии, из 12 членов политбюро было заменено 7, Нгуен Ван Линь ушёл в отставку с поста генерального секретаря, новым генеральным секретарём ЦК КПВ был избран До Мыой. По некоторым данным, избрание До Мыоя на этот пост состоялось благодаря поддержке министра обороны Ле Дык Аня (впоследствии — президента Вьетнама), который поддержал кандидатуру До Мыоя, занимавшего позиции умеренного реформатора, в отличие от более решительного реформатора Во Ван Киета, чья кандидатура также рассматривалась на пост генерального секретаря.
В первой половине 1990-х годов развитие Вьетнама достигло позитивных результатов. Впервые за время правления коммунистов были выполнены показатели пятилетнего
плана: ежегодные темпы прироста в 1991—1995 гг. составили: ВВП — 8,2 %, промышленной продукции — 13 %, сельскохозяйственной продукции — 4,5 %, уровень инфляции снизился до 12,7 % в 1995 году. Обменный курс донга на доллар в это пятилетие почти не изменился. Общий объём капиталовложений, включая внутренние и внешние источники, составил в 1995 г. 27,4 % ВВП (в 1990 г. — 15,8 %). В народном хозяйстве Вьетнама появились внутренние источники накопления, увеличился приток иностранных инвестиций (к концу 1995 года Вьетнам подписал с иностранными вкладчиками контракты на общую сумму $18 млрд.). «Стагнация в производстве и хаос в обращении преодолены», — заявил До Мыой в Политическом отчёте 8-му съезду КПВ летом 1996 года.
До Мыой занимал должность генерального секретаря ЦК КПВ до декабря 1997 года, после чего ушёл в отставку по состоянию здоровья. Был советником Центрального Комитета партии с декабря 1997 по 2001 год.

## Наследие
До Мыой был бесспорным лидером Вьетнама даже после своей отставки. Долгое время был важнейшим советником лидеров страны и принимал участие в работе съездов партии.
Весной 2018 года он заболел и был госпитализирован в Центральный военный госпиталь Ханоя, где и скончался 1 октября.

## Факты
- До Мыой являлся старейшим долгожителем из всех известных руководителей Вьетнама.
- В июле 2016 года после кончины бывшего премьер-министра Нидерландов Пит де Йонга До Мыой стал самым пожилым из ранее действующих руководителей глав государств и правительств в мире и оставался таковым до конца своей жизни в октябре 2018 года.
- Входит в число девятнадцати ранее действовавших руководителей глав государств и правительств, проживших более ста лет.